# Vieweg Verlag
Der Vieweg Verlag war ein  bis 2008 bestehender deutscher Fachverlag. Er wurde 1786 von Friedrich Vieweg (1761–1835) in Berlin gegründet und war von 1799 bis 1974 in Braunschweig ansässig. 1974 wurde der Hauptsitz nach Wiesbaden verlegt. Im April 2008 wurde der Vieweg Verlag in das neu gegründete Unternehmen Vieweg+Teubner Verlag integriert.

## Geschichte
Der aus Halle an der Saale stammende Buchhändler Friedrich Vieweg gründete 1786 in Berlin eine Verlagsbuchhandlung und verlegte sie 1799 nach Braunschweig, wo sein Schwiegervater Johann Heinrich Campe (1746–1818) gleichfalls seit 1786 eine Schulbuchhandlung betrieb, die aus der dortigen Waisenhausbuchhandlung hervorging. Mit Unterstützung des Herzogs Karl Wilhelm Ferdinand, der hier eine Buchhändlermesse und -börse errichten wollte, baute er das Vieweg-Haus am Burgplatz als Wohn- und Geschäftshaus.

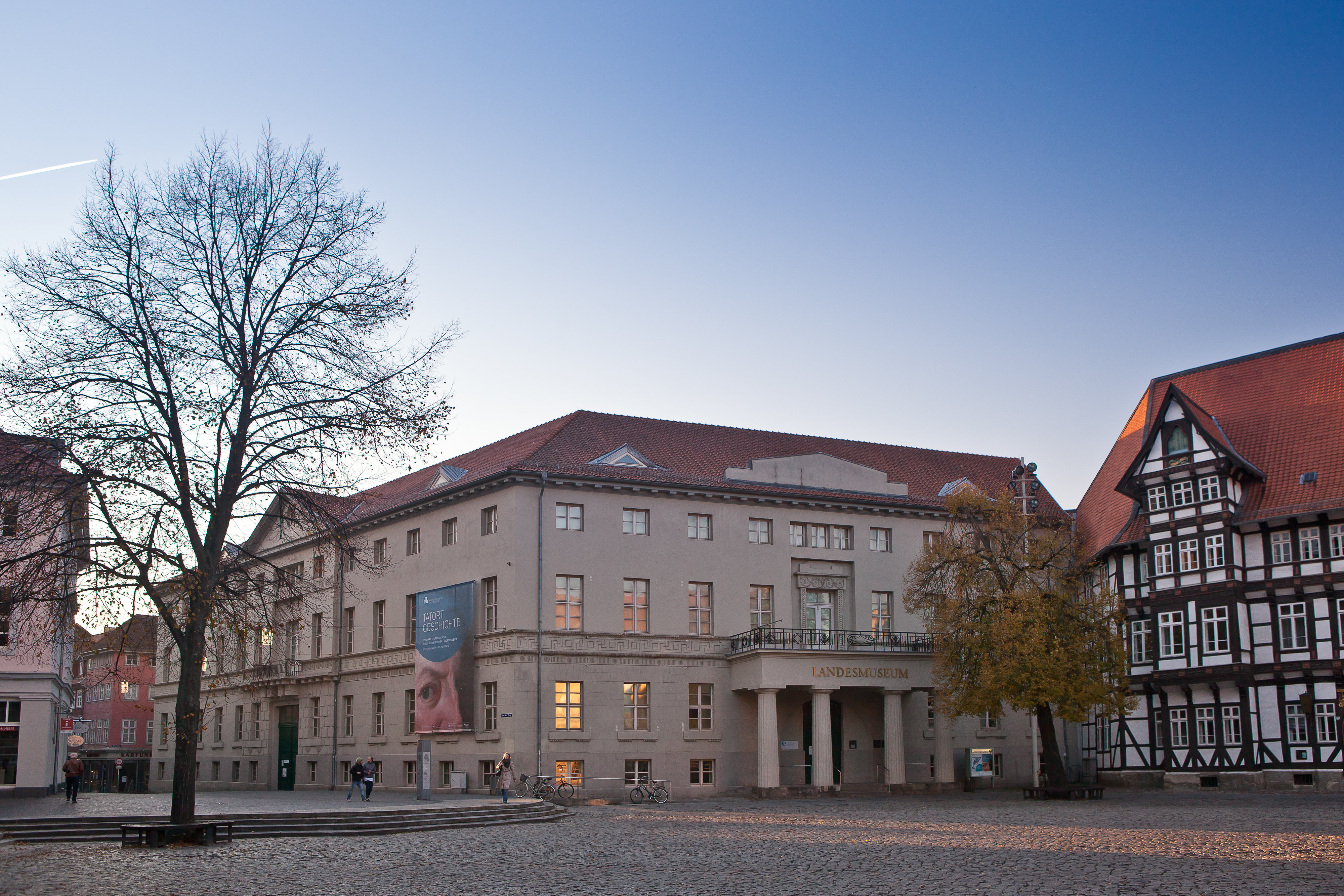
Das Vieweg-Haus am Burgplatz in Braunschweig, heute Standort des Braunschweigischen Landesmuseums

Neben Campes Schulbuchhandlung übernahm Vieweg auch eine Druckerei, die er um eine Schriftgießerei und eine Spielkartenfabrik erweiterte. Durch hohe Ansprüche an die typografische Qualität setzte er sich von der Konkurrenz ab. Sein bekanntestes Verlagswerk war Goethes lyrisches Epos Hermann und Dorothea. Auch Campes „Robinson der Jüngere“ (eine Bearbeitung des Robinson Crusoe) erschien in Viewegs Verlag und war noch 100 Jahre später ein gängiger Artikel.
1825 trat Viewegs ältester Sohn Eduard Vieweg (1797–1869) als Teilhaber in die Verlagsbuchhandlung Friedrich Vieweg und Sohn ein. Er modernisierte die Druckerei und ergänzte den Verlag 1836 um eine Papierfabrik in Lehre-Wendhausen, wo die Familie ab 1836 für 99 Jahre das Schloss Wendhausen gepachtet hatte. 1841 schuf er eine eigene Holzschnitt-Werkstatt und richtete den Verlag, angeregt durch seinen Freund Justus von Liebig, stärker auf Naturwissenschaften, Technik und Mathematik aus.
Neben wissenschaftlichen Standardwerken wie dem Handwörterbuch der Chemie, das anfangs von Hermann Kolbe und später von Hermann Christian von Fehling herausgegeben wurde, verlegte er auch Bücher, die wissenschaftlichen Erkenntnissen eine weitere Verbreitung und praktische Anwendung sichern sollten. Als Verleger der „Deutschen Nationalzeitung aus Braunschweig und Hannover“ (1831–1840) und der Deutschen Reichs-Zeitung (1848–1866) engagierte sich Eduard Vieweg auch politisch.
Seit 1866 erschien im Verlag das Archiv für Anthropologie: Zeitschrift für Naturgeschichte und Urgeschichte des Menschen, das Organ der (1870 gegründeten) Deutschen Gesellschaft für Anthropologie, Ethnologie und Urgeschichte (seit 1903 in Neuer Folge bis 1935).
Sein Sohn Heinrich Vieweg (1826–1890) modernisierte den Verlag und die Papierfabrik und baute eine umfangreiche Kunstsammlung auf. Nach seinem Tod leitete seine Witwe Helene Vieweg geb. Brockhaus (1835–1909) – eine Tochter des Verlegers Heinrich Brockhaus (1804–1874) – den Verlag bis zu ihrem Tod 1909, unterstützt durch ihre Tochter Helene Tepelmann geb. Vieweg (1868–1939) und den Schwiegersohn Bernhard Tepelmann (1862–1919). Im Jahr 1922 wurde der Verlag in eine Familien-Aktiengesellschaft umgewandelt.
1966 kaufte der Pergamon Verlag in Oxford das Unternehmen, 1974 wurde es in die Verlagsgruppe Bertelsmann eingegliedert und von Braunschweig nach Wiesbaden verlegt. Der Stammsitz in Braunschweig ist heute das Haupthaus des Braunschweigischen Landesmuseums.
Zum April 2008 wurde der Verlag mit dem ebenfalls zu den GWV Fachverlagen (inzwischen Springer Fachmedien Wiesbaden) gehörenden B. G. Teubner Verlag zusammengeführt.

## Verlagsarchiv
Seit Ende 1999 befindet sich das Archiv des mit Braunschweig eng verbundenen Vieweg-Verlages wieder in Braunschweig – nun im Besitz der  Universitätsbibliothek Braunschweig.

## Sonstiges
Es gab in den 1780er und 1790er Jahren in Berlin auch einen Verleger (Friedrich) Wilhelm Vieweg, genannt der Jüngere, während Friedrich Vieweg ab 1787 den Zusatz der Ältere führte, wahrscheinlich um sich von ihm zu unterscheiden. Es ist unbekannt, ob sie verwandt waren, sie waren aber mit Sicherheit keine Brüder.